# Катоба (язык)
Катоба, или катавба (англ. Catawba) — мёртвый индейский язык. Один из двух языков из группы катоба, на котором раньше говорил народ катоба, проживающий в штате Южная Каролина в США (первый из этих двух языков — уоккон вымер ещё в XVIII веке). Последний исконный носитель языка умер перед 1960 годом. Однако последним носителем катоба, для которого этот язык был вторым, являлся Кромуэлл Эшби Хокинс Уэст по прозвищу Red Thunder Cloud (рус. Красное Громовое Облако) (30 мая 1919 — 8 января 1996). Уэст был смешанного афроамериканского и индейского происхождения. Катоба не был для Уэста первым языком, по его же утверждениям он научился этому языку от родителей своей матери. Племя теперь трудится над тем, чтобы возродить язык катоба. В национальную программу по охране культуры катоба включён и раздел возрождения языка.